# Mycobacteriaceae
Mycobacteriaceae – rodzina Gram-dodatnich bakterii tlenowych z rzędu Actinomycetales, o kształcie kulistym lub pałeczkowatym. Występują w glebie, produktach mlecznych oraz jako pasożyty zwierząt (w tym ludzi).